# Stainless Games
Stainless Games é uma empresa do Reino Unido que é especializada em jogos para Microsoft Windows, Xbox 360 e Xbox Live Arcade. A empresa é mais conhecida pela franquia Carmageddon.
A empresa foi fundada em 1993 por Patrick Buckland e Neil Barnden.